# Bourg-Saint-Andéol
Pour les articles homonymes, voir Bourg (homonymie) et Saint-Andéol.
Bourg-Saint-Andéol est une commune française, située dans le département de l’Ardèche en région Auvergne-Rhône-Alpes. La ville est située sur la rive droite du Rhône à hauteur de Pierrelatte (Drôme).
Les armoiries de la ville, qui ont été retrouvées sculptées sur une pierre des anciennes fortifications, se rapportent à la légende de saint Andéol. Leur blasonnement est le suivant : « de gueules à trois bourdons posés en pal d'or, au chef cousu d'azur chargé d'un coutelas (scramasaxe) d'argent gardé d'or. ».

## Géographie

### Situation et description
Bourg-Saint-Andéol est située dans le sud du département de l’Ardèche, au sein de la petite vallée de la Tourne, ouverte sur l’axe rhodanien tout en restant légèrement à l’écart. Elle se situe près de la mer Méditerranée, au cœur de plusieurs lieux touristiques.
Faisant partie intégrante de l’Ardèche méridionale, le territoire de la commune est blotti contre le Rhône au pied de la forêt méditerranéenne du Laoul, essentiellement composée de chênes verts, de pins, buis et cyprès.
Bourg-Saint-Andéol est située à quelques kilomètres de la grotte Chauvet et de sa réplique ouverte aux touristes depuis avril 2015. L'accès par la commune vers ce lieu touristique est le plus court depuis la vallée du Rhône et ses axes de transport (SNCF, autoroute A7).

### Géologie et relief
La superficie de la commune est de 4 374 hectares ; son altitude varie de 48  à   415 mètres.

### Climat
Pour des articles plus généraux, voir Climat d'Auvergne-Rhône-Alpes et Climat de l'Ardèche.
En 2010, le climat de la commune est de type climat méditerranéen altéré, selon une étude du CNRS s'appuyant sur une série de données couvrant la période 1971-2000. En 2020, Météo-France publie une typologie des climats de la France métropolitaine dans laquelle la commune est exposée à un climat méditerranéen et est dans la région climatique Provence, Languedoc-Roussillon, caractérisée par une pluviométrie faible en été, un très bon ensoleillement (2 600 h/an), un été chaud (21,5 °C), un air très sec en été, sec en toutes saisons, des vents forts (fréquence de 40 à 50 % de vents > 5 m/s) et peu de brouillards.
Pour la période 1971-2000, la température annuelle moyenne est de 13,4 °C, avec une amplitude thermique annuelle de 18,1 °C. Le cumul annuel moyen de précipitations est de 864 mm, avec 6,1 jours de précipitations en janvier et 3,5 jours en juillet. Pour la période 1991-2020, la température moyenne annuelle observée sur la station météorologique de Météo-France la plus proche, sur la commune de Pierrelatte à 4 km à vol d'oiseau, est de 14,4 °C et le cumul annuel moyen de précipitations est de 795,2 mm,. Pour l'avenir, les paramètres climatiques de la commune estimés pour 2050 selon différents scénarios d'émission de gaz à effet de serre sont consultables sur un site dédié publié par Météo-France en novembre 2022.

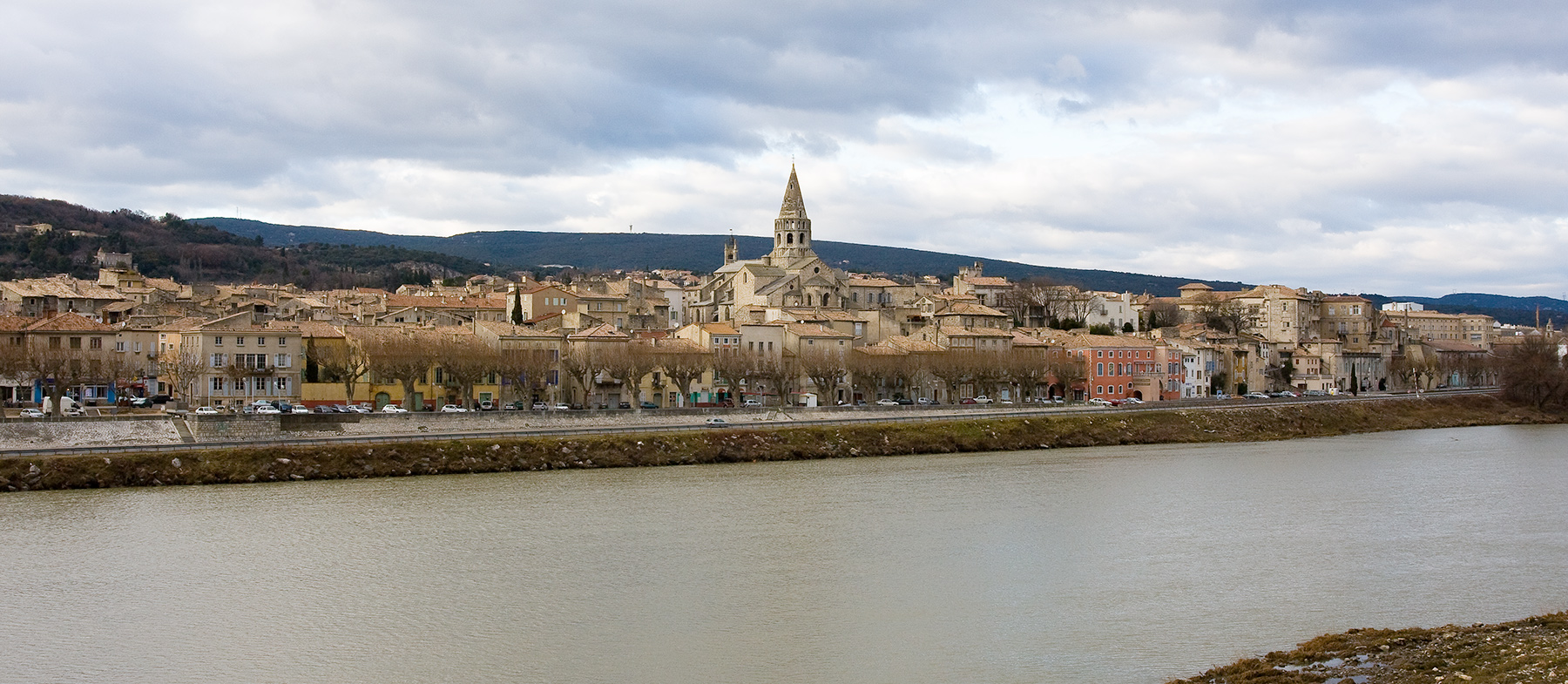
Bourg-Saint-Andéol vu depuis le pont.

| Mois                                  | jan.             | fév.            | mars            | avril           | mai            | juin           | jui.            | août           | sep.          | oct.            | nov.            | déc.            | année      |
| ------------------------------------- | ---------------- | --------------- | --------------- | --------------- | -------------- | -------------- | --------------- | -------------- | ------------- | --------------- | --------------- | --------------- | ---------- |
| Température minimale moyenne (°C)     | 2,3              | 2,5             | 5,2             | 7,7             | 11,5           | 15,4           | 17,6            | 17,4           | 14            | 10,7            | 6,2             | 3               | 9,5        |
| Température moyenne (°C)              | 5,8              | 6,8             | 10,4            | 13,3            | 17,3           | 21,4           | 24              | 23,7           | 19,4          | 15,1            | 9,8             | 6,4             | 14,4       |
| Température maximale moyenne (°C)     | 9,4              | 11,1            | 15,6            | 18,8            | 23             | 27,4           | 30,3            | 30             | 24,8          | 19,5            | 13,4            | 9,7             | 19,4       |
| Record de froid (°C) date du record   | −12,5 06.01.1971 | −9,2 13.02.1978 | −8,7 07.03.1971 | −3,5 06.04.1970 | 1,1 04.05.1979 | 4,8 03.06.1975 | 9,6 12.07.1993  | 8,7 30.08.1986 | 3 30.09.1974  | −1,3 28.10.1973 | −5,8 28.11.1972 | −9,7 31.12.1970 | −12,5 1971 |
| Record de chaleur (°C) date du record | 20,6 10.01.15    | 22,5 24.02.20   | 26,6 18.03.1997 | 29,9 24.04.07   | 33,8 24.05.09  | 40,7 27.06.19  | 40,2 26.07.1983 | 41,1 12.08.03  | 37 09.09.1966 | 30 02.10.11     | 24,9 03.11.1970 | 19,7 18.12.1989 | 41,1 2003  |
| Précipitations (mm)                   | 61,9             | 38,5            | 46,2            | 65,4            | 68,9           | 44,7           | 40,4            | 50,9           | 102,6         | 110,6           | 111,8           | 53,3            | 795,2      |

### Hydrographie
La partie orientale du territoire communal est bordée par le Rhône.

### Voies de communication et transport
La commune est traversée dans l'axe nord-sud par la route départementale 86 (RD86), anciennement route nationale 86, qui relie Lyon à Nîmes, en longeant la rive droite du Rhône.

## Urbanisme

### Typologie
Au 1er janvier 2024, Bourg-Saint-Andéol est catégorisée petite ville, selon la nouvelle grille communale de densité à 7 niveaux définie par l'Insee en 2022.
Elle appartient à l'unité urbaine de Bourg-Saint-Andéol, une unité urbaine monocommunale constituant une ville isolée,. Par ailleurs la commune fait partie de l'aire d'attraction de Pierrelatte, dont elle est une commune de la couronne,. Cette aire, qui regroupe 17 communes, est catégorisée dans les aires de moins de 50 000 habitants,.

### Occupation des sols
L'occupation des sols de la commune, telle qu'elle ressort de la base de données européenne d’occupation biophysique des sols Corine Land Cover (CLC), est marquée par l'importance des forêts et milieux semi-naturels (61,3 % en 2018), une proportion sensiblement équivalente à celle de 1990 (61,6 %). La répartition détaillée en 2018 est la suivante : forêts (54,2 %), cultures permanentes (14,2 %), zones agricoles hétérogènes (9,5 %), terres arables (7,3 %), milieux à végétation arbustive et/ou herbacée (7,1 %), zones urbanisées (4,7 %), eaux continentales (1,9 %), zones industrielles ou commerciales et réseaux de communication (1,1 %).
L'évolution de l’occupation des sols de la commune et de ses infrastructures peut être observée sur les différentes représentations cartographiques du territoire : la carte de Cassini (XVIIIe siècle), la carte d'état-major (1820-1866) et les cartes ou photos aériennes de l'IGN pour la période actuelle (1950 à aujourd'hui).

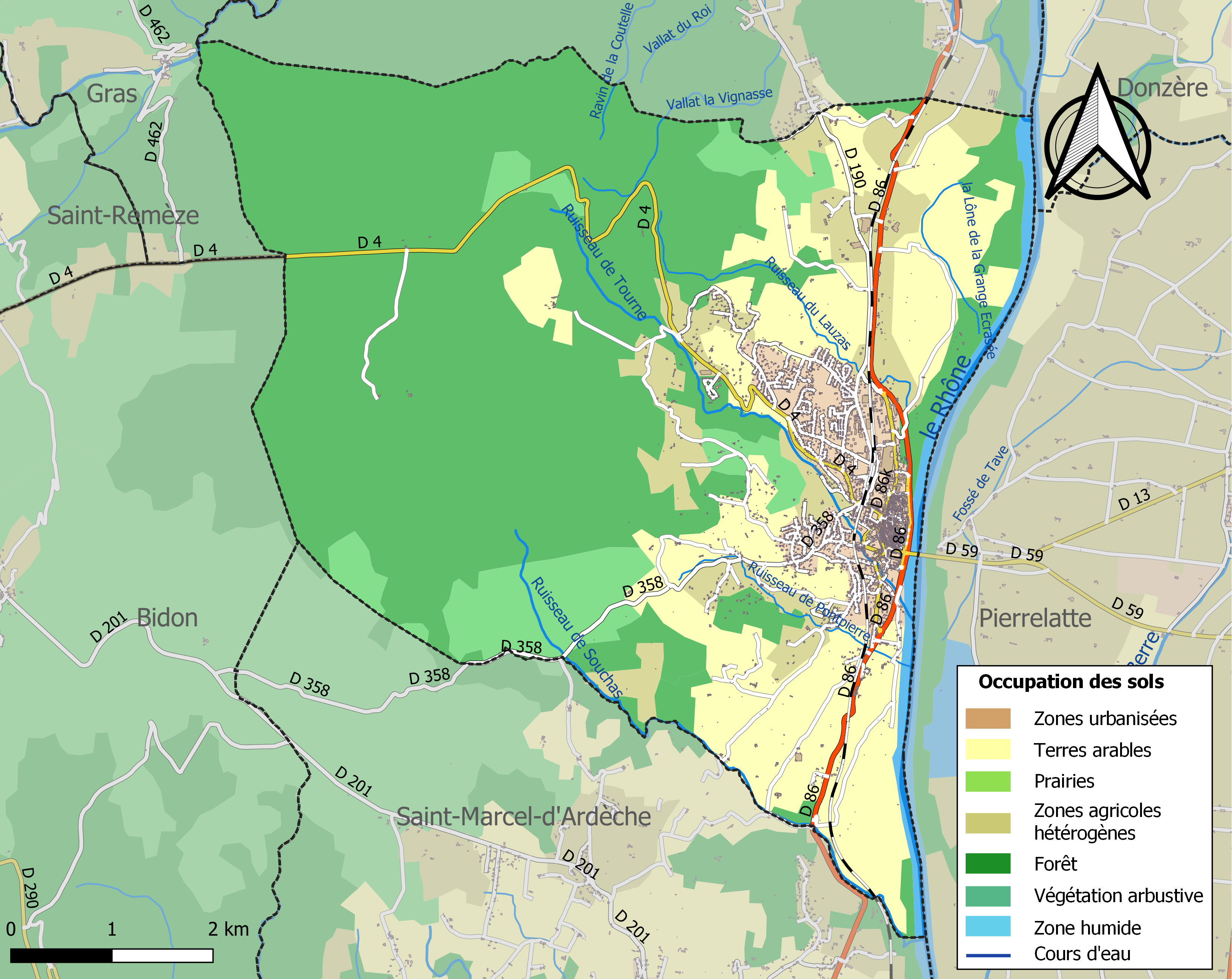
Carte des infrastructures et de l'occupation des sols de la commune en 2018 (CLC).

### Organisation
La commune est organisée en quartier qui ont chacun des comités de quartier et des délégués bénévoles.

### Logement
En 2019, selon la Fédération nationale de l'immobilier, le nombre de logements est de 3 794 sur le territoire communal.

### Risques naturels

#### Risques sismiques
L'ensemble du territoire de la commune de Bourg-Saint-Andéol est situé en zone de sismicité no 3 (sur une échelle de 1 à 5), comme la plupart des communes situées à proximité de la vallée du Rhône, mais non loin de la zone no 2 qui correspond au plateau ardéchois.
| Type de zone | Niveau            | Définitions (bâtiment à risque normal) |
| ------------ | ----------------- | -------------------------------------- |
| Zone 3       | Sismicité modérée | accélération = 1,1 m/s2                |

## Toponymie
Le premier nom connu de la ville est Bergoïata, nom d’origine celtique. Au début de l’ère romaine, ce nom devint Bergus ou Burgum.
Le nom actuel remonte au XVe siècle et perpétue la mémoire d’Andéol, sous-diacre de l’église de Smyrne venu évangéliser la région et qui fut persécuté et assassiné à Albes (Viviers) en l'an 208. Son corps fut jeté dans le Rhône puis vint s'échouer sur la rive de Bergoiate où il fut recueilli et enseveli dans un sarcophage païen au nom de Julius Valérianus. Sur son tombeau fut édifiée une crypte qui donna lieu a l'élévation de deux basiliques dédiées à saint Polycarpe. Alors qu'on en avait perdu la trace, ce tombeau fut retrouvé en 1876 par l'abbé Paradis qui s'intéressait au martyre d'Andéol.
Sous la Révolution, la ville a porté le nom de Commune-Libre.

## Histoire
La ville a beaucoup souffert du bombardement américain du 15 août 1944 qui détruisit un tiers de la vieille ville et endommagea quelques-uns de ses plus beaux monuments, comme l’hôtel Nicolaÿ (XVe siècle), dont il ne reste plus qu’une tour octogonale.
Le bombardement initialement prévu pour détruire le pont suspendu qui traversait le Rhône entre l’Ardèche et la Drôme a fait 149 morts et 300 blessés, détruisant une partie de la ville. Ce pont a été construit par ordonnance royale du 13 mars 1828 et ouvert à la circulation le 27 avril 1830. Il s'agissait d'un ouvrage de la compagnie Mignot frères et des Architectes Bruno Plagniol et Marc Seguin et frères. Il sera détruit par dynamitage en 1971 lorsque le nouveau pont (toujours en service) sera officiellement ouvert.

## Politique et administration

### Liste des maires

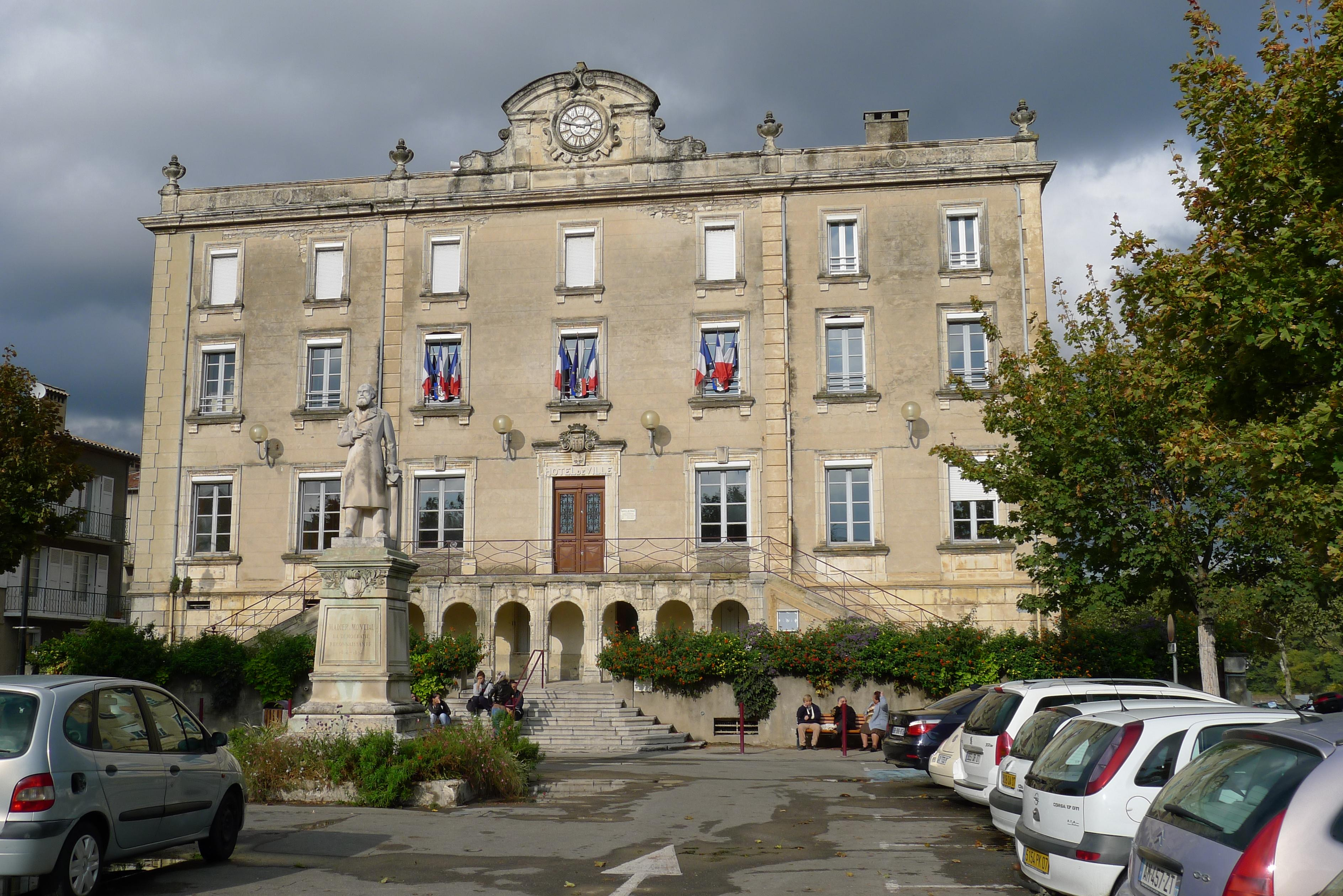
L'hôtel de ville.

| Période      | Période      | Identité                  | Étiquette              | Qualité                                                                                                   |
| ------------ | ------------ | ------------------------- | ---------------------- | --- |
| 1944         | 1944         | Pierre Gleyze             |                        | |
| 1944         | 1947         | Édouard Chapre            | PCF                    | |
| octobre 1947 | 27 mars 1971 | Pierre Piéri              | SFIO puis DVG puis UNR | Commerçant Conseiller général                                                                             |
| 27 mars 1971 | 26 mars 1977 | Gilbert Maurel            | UDR puis RPR           | Membre de cabinet ministériel Conseiller général                                                          |
| 26 mars 1977 | 18 mars 1983 | Georges Courtial          | PS                     | Technicien                                                                                                |
| 18 mars 1983 | 17 mars 1989 | Yves Alméras              | PS                     | Technicien                                                                                                |
| 17 mars 1989 | 18 mars 2001 | Jean-Marc Serre           | UDF puis RPR           | Attaché du groupe RPR-UDF au conseil général                                                              |
| 18 mars 2001 | mars 2009    | Serge Martinez            | PS                     | Directeur administratif et financier                                                                      |
| 17 mars 2009 | 2 mai 2009   | Claude Vincent            |                        | Président de la délégation spéciale                                                                       |
| 2 mai 2009   | 4 avril 2014 | Serge Martinez            | PS                     | Directeur administratif et financier                                                                      |
| 4 avril 2014 | 23 mai 2020  | Jean-Marc Serre           | UMP puis LR            | Assistant en entreprise                                                                                   |
| 23 mai 2020  | En cours     | Françoise Gonnet-Tabardel | DVG                    | Fonctionnaire territoriale, suppléante du député Hervé Saulignac, Présidente de la Communauté de communes |

### Jumelages
| Bourg-Saint-Andéol Montjoie Albertirsa Gaggiano |

- Montjoie (Allemagne) depuis 1975
- Albertirsa (Hongrie) depuis 1998
- Gaggiano (Italie) depuis 2002

## Population et société

### Démographie
Les habitants de la commune sont appelés les Bourguesans ou Bourdésans en occitan.
L'évolution du nombre d'habitants est connue à travers les recensements de la population effectués dans la commune depuis 1793. Pour les communes de moins de 10 000 habitants, une enquête de recensement portant sur toute la population est réalisée tous les cinq ans, les populations de référence des années intermédiaires étant quant à elles estimées par interpolation ou extrapolation. Pour la commune, le premier recensement exhaustif entrant dans le cadre du nouveau dispositif a été réalisé en 2007.

En 2022, la commune comptait 7 506 habitants, en évolution de +4,86 % par rapport à 2016 (Ardèche : +2,48 %, France hors Mayotte : +2,11 %).
| 1793  | 1800  | 1806  | 1821  | 1831  | 1836  | 1841  | 1846  | 1851  |
| ----- | ----- | ----- | ----- | ----- | ----- | ----- | ----- | ----- |
| 3 598 | 3 964 | 4 100 | 4 167 | 4 268 | 4 290 | 4 535 | 4 670 | 4 857 |

| 1856  | 1861  | 1866  | 1872  | 1876  | 1881  | 1886  | 1891  | 1896  |
| ----- | ----- | ----- | ----- | ----- | ----- | ----- | ----- | ----- |
| 4 430 | 4 637 | 4 515 | 4 524 | 4 313 | 4 308 | 4 284 | 4 250 | 4 264 |

| 1901  | 1906  | 1911  | 1921  | 1926  | 1931  | 1936  | 1946  | 1954  |
| ----- | ----- | ----- | ----- | ----- | ----- | ----- | ----- | ----- |
| 4 165 | 4 173 | 4 195 | 4 155 | 4 506 | 4 203 | 3 709 | 3 401 | 3 668 |

| 1962  | 1968  | 1975  | 1982  | 1990  | 1999  | 2006  | 2007  | 2012  |
| ----- | ----- | ----- | ----- | ----- | ----- | ----- | ----- | ----- |
| 4 400 | 7 102 | 6 861 | 7 400 | 7 795 | 7 768 | 7 390 | 7 333 | 7 203 |

| 2017  | 2022  | - | - | - | - | - | - | - |
| ----- | ----- | - | - | - | - | - | - | - |
| 7 116 | 7 506 | - | - | - | - | - | - | - |

### Enseignement
La commune est rattachée à l'académie de Grenoble.
On trouve trois groupes scolaires publiques (nommés Simone-Veil, René-Cassin, Albertine-Maurin) qui ont chacun une école primaire et une école maternelle. Le collège public est nommé l «le Laoul».
L'ensemble scolaire privé Marie-Rivier est composé d'une école maternelle et élémentaire, d'un collège, d'un lycée général et technologique, d'un BTS, d'une école hôtelière et d'un UFA.
La commune comporte une école de musique géré par la communauté de commune.

### Médias
En 2014, la commune de Bourg-Saint-Andéol a été récompensée par le label « Ville Internet @@@ ». Au 30 décembre 2024, entre 50 % et 80 % des logements ou locaux à usage professionnel était éligible à la fibre.

### Équipement sportif
- Stade Lilian Thuram (football)
- Stade Camberabero (rugby, handball)
- City Stade
- Tennis
- Espace multi-sport qui accueille l'union sportive bourguesanne, club fondé en 1907[31], dojo, boxe et escrime.
- Gymnase Pierre-Piéri (judo, handball).
- Site de Ball Trap
- Maison du canoë.

### Cultes
La communauté catholique et l'église paroissiale de Bourg-Saint-Andéol (propriété de la commune) sont rattachées à la paroisse Saint Andéol d’Ardèche, elle-même rattachée au diocèse de Viviers. La maison paroissiale est située à Bourg-Saint-Andéol. La messe y est célébrée à 11h le dimanche.
La maison mère de la congrégation de la Présentation de Marie se trouve dans la commune. Son église est ouverte au public, y compris pour les célébrations liturgiques.
Il y a une mosquée où est assurée la prière du vendredi avec des prêches en français.

## Économie

### Revenus de la population et fiscalité
En 2010, le revenu fiscal médian par ménage était de 23 840 €, ce qui plaçait Bourg-Saint-Andéol au 25 183e rang parmi les 31 525 communes de plus de 39 ménages en métropole.

### Emploi
Le taux de chômage, en 2013, pour la commune s'élève à 20,2 %, un chiffre nettement supérieur à la moyenne nationale (10,2 %).

### Commerce
En centre ville, on y trouve une librairie, une boulangerie, une pharmacie, un marchand de journaux, quelques restaurants, trois épiceries de nuit, plusieurs banques, un opticien. De nombreux emplacements sont vides.
Depuis 2018, plusieurs commerces ont ouvert de l'autre côté de la voie ferrée (par rapport au centre ville). On y trouve entre autres deux boulangeries, un pôle médical, et un supermarché Intermarché.
Le marché a lieu le mercredi matin. L'hiver, il se situe en centre ville et est principalement alimentaire. L'été, il se déplace sur les quais du Rhône, avec une augmentation du nombre de forains.

### Zones d'activités
La zone d'activités dite "de Fanjouge" se trouve sur la route de Vivier, en bord de Rhônes. L'entreprise Bacacier y a un entrepôt.
Un hôtel d'entreprise devrait ouvrir prochainement sur le site de l'ancien Intermarché.

### Agriculture
On trouve plusieurs domaines viticoles et un domaine oléicole.

## Santé, Bien-Être
D'après le site UFC-Que Choisir, la possibilité d'accès au soin est inférieur à la moyenne nationale concernant les médecins généralistes. Pour la gynécologie, l'ophtalmologie ou la pédiatrie, la commune est considérée comme un désert médical.
Sur la commune, on trouve un centre médico-social, un centre médico-psychologique, un hôpital pour personnes âgées et trois pharmacies .
Depuis février 2025, l'association Sororitas a un lieu d'accueil destiné aux femmes et à leur bien-être. Divers ateliers y sont proposés.
On trouve également des cours de gymnastique sensorielle, et des massages d'énergétique chinoise.

## Culture locale et patrimoine

### Lieux et monuments
Bourg-Saint-Andéol est une ville touristique par excellence. Le visiteur averti y trouvera de nombreux monuments classés illustrant un passé historique et architectural majeur, mais de nombreux monuments sont peu rénovés. La dimension religieuse de cette cité n’est également pas négligeable.
- Les dolmens du Bois des Géantes sont classés depuis 1900.
- Il existe encore, en surplomb des quais du Rhône, l’ancien couvent des Visitandines, aujourd’hui la maison mère des Sœurs de la Présentation de Marie, qui est un ordre fondé pendant la tourmente révolutionnaire par sainte Marie Rivier. Le bâtiment abrite encore des éléments architecturaux rares, un mobilier d’époque intéressant et une grande chapelle où se réunissent fidèles et religieuses, le dimanche matin.
- L'hôpital de la ville, situé dans le prolongement du centre historique et autrefois hors-les-murs fut également un couvent géré par l'ordre de Récollets. Un élégant clocher en pierre de taille domine un cloître et des bâtiments.
- L’hôtel de ville, largement remanié à la suite de la vague de bombardements meurtriers de 1944, a également été un couvent, celui des Ursulines, qui prenaient en charge l’éducation des jeunes filles de Bourg-Saint-Andéol.
- Le centre-ville ancien possède également une série d’hôtels particuliers des XVIIe, XVIIIe et XIXe siècles. Une partie d’entre eux furent largement détruits pendant la guerre et certains ont complètement disparu du paysage urbain de la ville. Malgré ces tragiques événements qui ont profondément marqué la ville et son urbanisme, Bourg-Saint-Andéol conserve un patrimoine exceptionnel.

Aujourd’hui, on rencontre un ensemble de monuments dignes d’intérêt, la plupart concentrés dans le centre historique et ses abords immédiats :
- Chapelle Saint-Polycarpe (IXe siècle)[44],  Classé MH (1943)[45].
- Église romane Saint-Andéol[46] - 1995 (XIIe, XVIe et XVIIIe siècles), contient un sarcophage paléochrétien ayant renfermé les restes de saint Andéol[47]. De style carolingien rhénan, le gros œuvre (sans le clocher) a été terminé en 858. L’évêque Léodegarius fit effectuer des réparations et remaniements en 1108. Du XIIe au XVe siècle, elle fut desservie par les chanoines de Saint-Ruf. Elle contient des objets classés dont le confessionnal en bois et le sarcophage du saint, en marbre blanc. Des orgues restaurées en 2008 Classé MH (1987) dominent la nef centrale[48].
- Le lavoir près des sources de la Tourne,  Inscrit MH (1946).
- Les vieux quartiers riches en curiosités (quinze monuments historiques).
- Plusieurs châteaux classés (origine XIIe siècle).
- La chapelle Notre-Dame-de-Chalon.
- La chapelle Notre-Dame-de-Cousignac (XIIe siècle).
- La chapelle Saint-Ferréol, à quelques kilomètres au sud.
- Ancienne chapelle Saint-Joseph de Bourg-Saint-Andéol.
- Chapelle du couvent des sœurs de la Présentation de Marie, couvent de la Visitation de Bourg-Saint-Andéol.
- Temple de Bourg-Saint-Andéol.
- Tour de l’hôtel Nicolaÿ (4e quart du XVe siècle),  Inscrit MH (1926).
- Hôtel Balzagette du Charneve, XVIIe siècle,  Inscrit MH (1946, escalier, élévation, toiture).
- L'hôtel de Gabriac, XVIIIe siècle,  Inscrit MH (1947, décor intérieur).
- L'hôtel Doise, 1re moitié XVIIIe siècle,  Inscrit MH (1946, cour, jardin, vestibule, escalier, cheminée, élévation, rampe d'appui, toiture, décor intérieur),  Classé MH (1946). La demeure, qui possède deux parties, fut reconstruite par l'architecte Franck pour Jean-François Doize. C'est l'habitation d'hiver ouvrant sur la cour d'honneur qui porte aujourd'hui le nom d'hôtel Doize. La façade Louis XIV, avec ses chaînages d'angles à bossages, est percée de baies cintrées, encadrées de pilastres et ornées de mascarons évoquant des allégories. La propriété est ouverte en été à la visite[49].
- L'hôtel Pontal de Megret, XVIIIe siècle,  Inscrit MH (1939, porte, balcon).
- L'hôtel Bonot de Villevrain, 2e quart du XVIIIe siècle,  Inscrit MH (1961, escalier, salle, élévation, rampe d'appui, perron, décor intérieur).
- L'hôtel de Digoine,  Inscrit MH (1946, portail, clôture, grille).
- L'hôtel de Mme de Larnage.
- Le palais des évêques, 1er quart du XVIe - 1re moitié du XVIIe siècle,  Classé MH (1946). Il fut la résidence des prélats jusqu’à la construction de l’évêché de Viviers en 1732.
- Le musée René-Margotton.
- L’ancien collège Saint-Joseph, réhabilité, abrite aujourd’hui les activités de La Cascade, maison des arts du clown et du cirque.
- Les fontaines ou résurgences de types vauclusiennes du vallon de Tourne, dites le "Grand Goul" et le "Petit Goul". En 2014, elles ont été explorées en plongée souterraine par Xavier Méniscus respectivement à −192 m pour le Grand Goul (dit Goul du Pont)[50] et −240 m pour le Petit goul (dit Goul de la Tannerie)[51],[52].
- Le bas-relief mithriaque (IIIe siècle), sculpté dans le rocher du vallon de Tourne[53],[54].

Galerie de photos
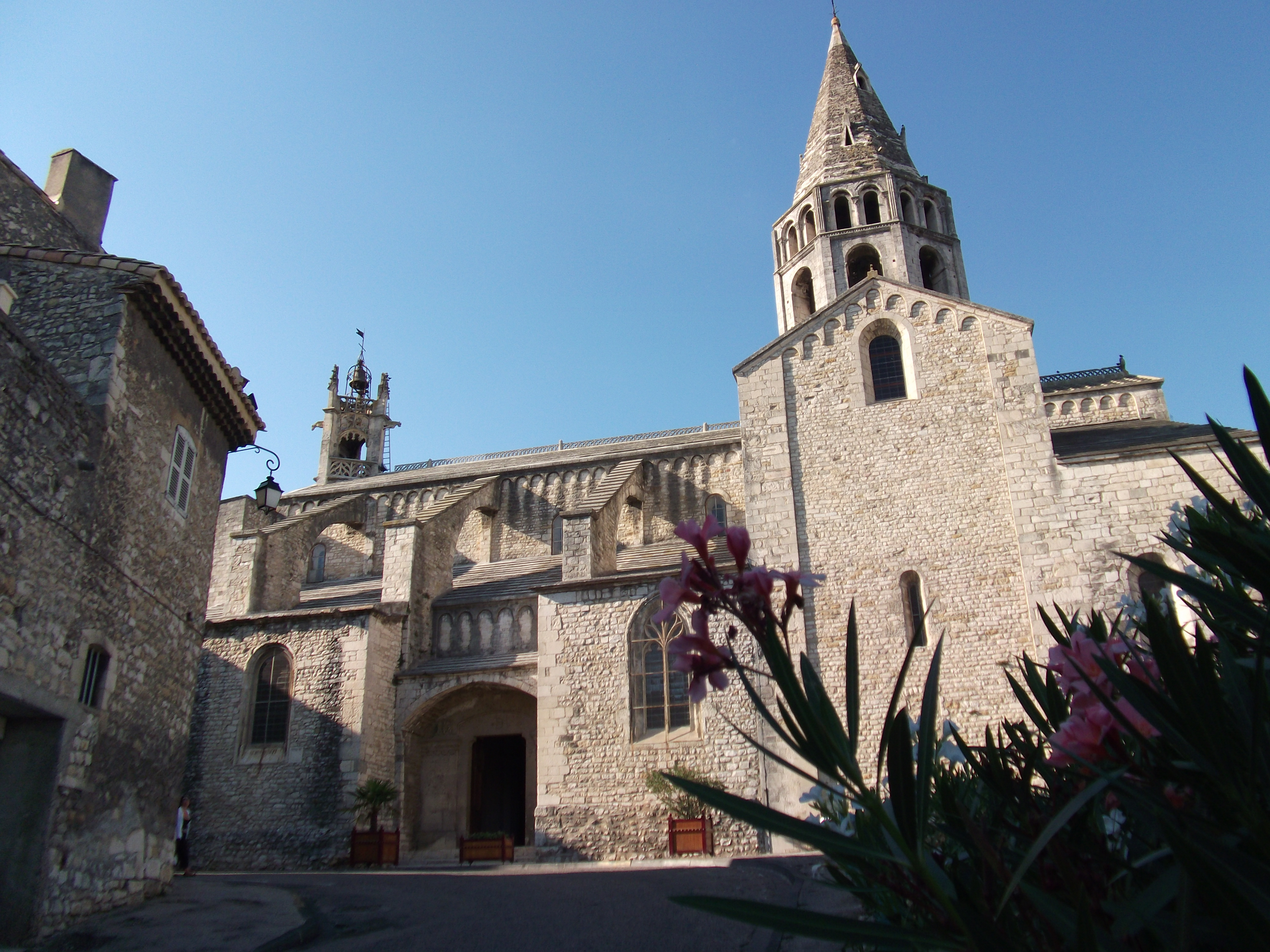
Église Saint-Andéol.
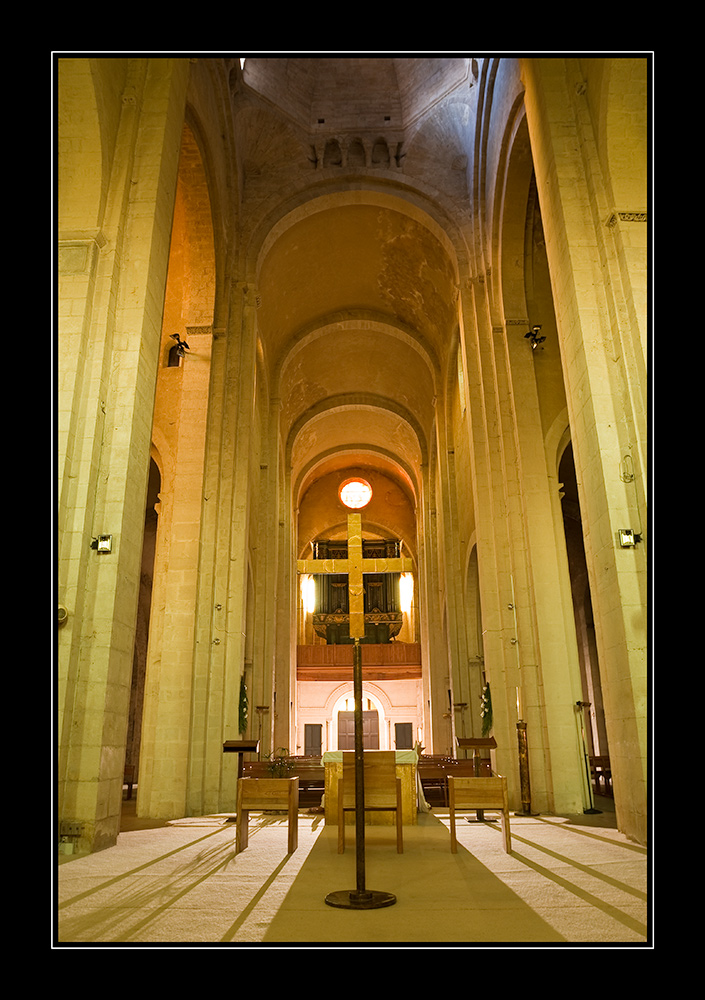
Intérieur de l'église Saint-Andéol.
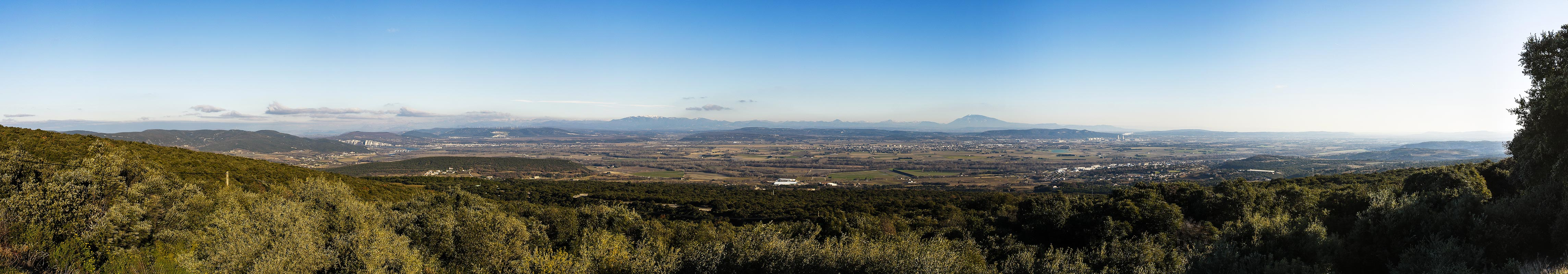
Panoramique de la vue sur la vallée du Rhône depuis la table d'orientation du Laoul. La vue s'étend de Donzère à Mondragon et plus au sud. Au fond, le mont Ventoux domine les préalpes du sud.
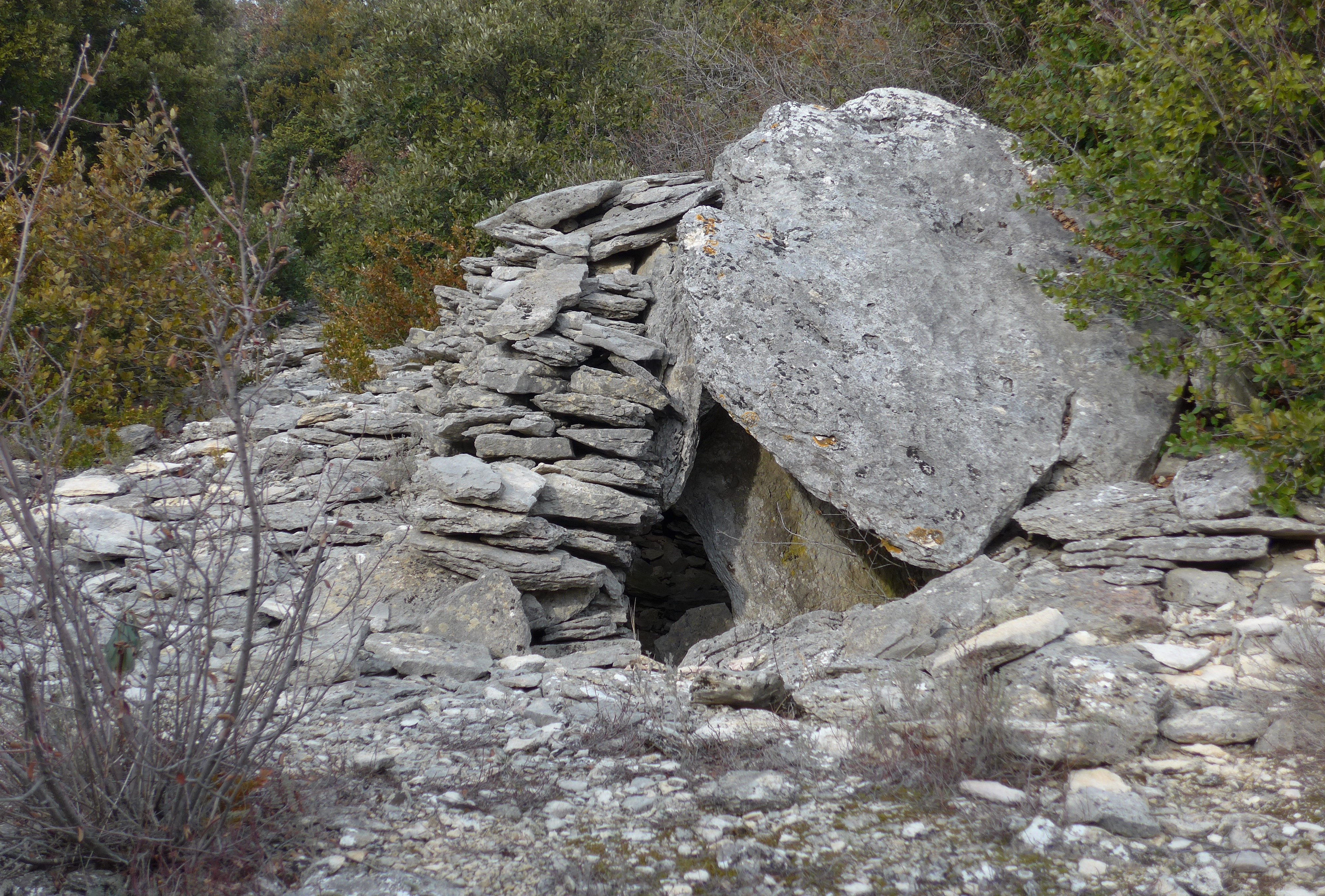
Dolmen no 6, dans le bois du Laoul.
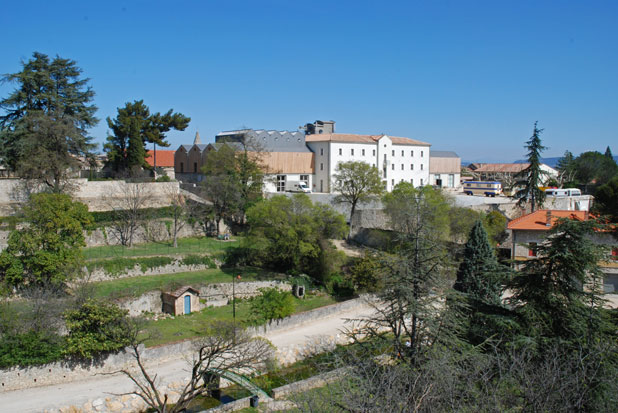
L’ancien collège Saint-Joseph.
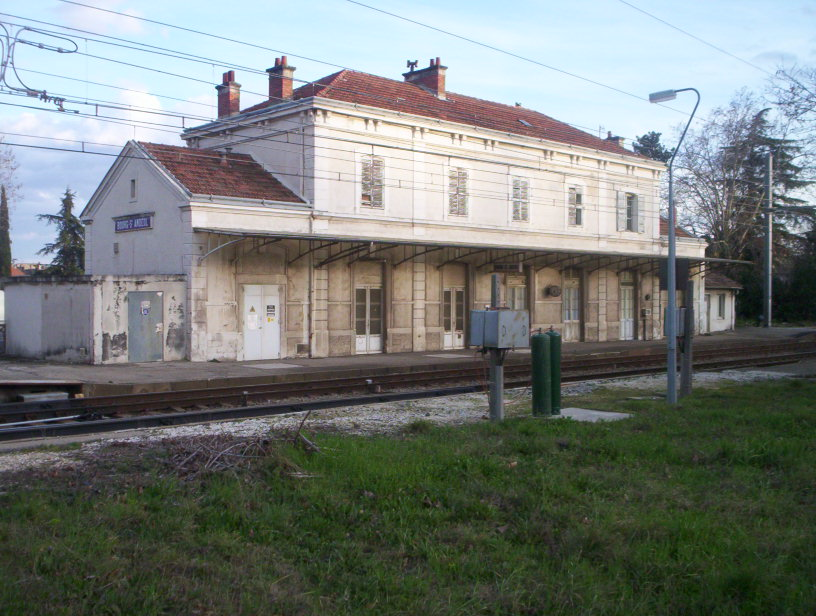
Gare de Bourg-Saint-Andéol.
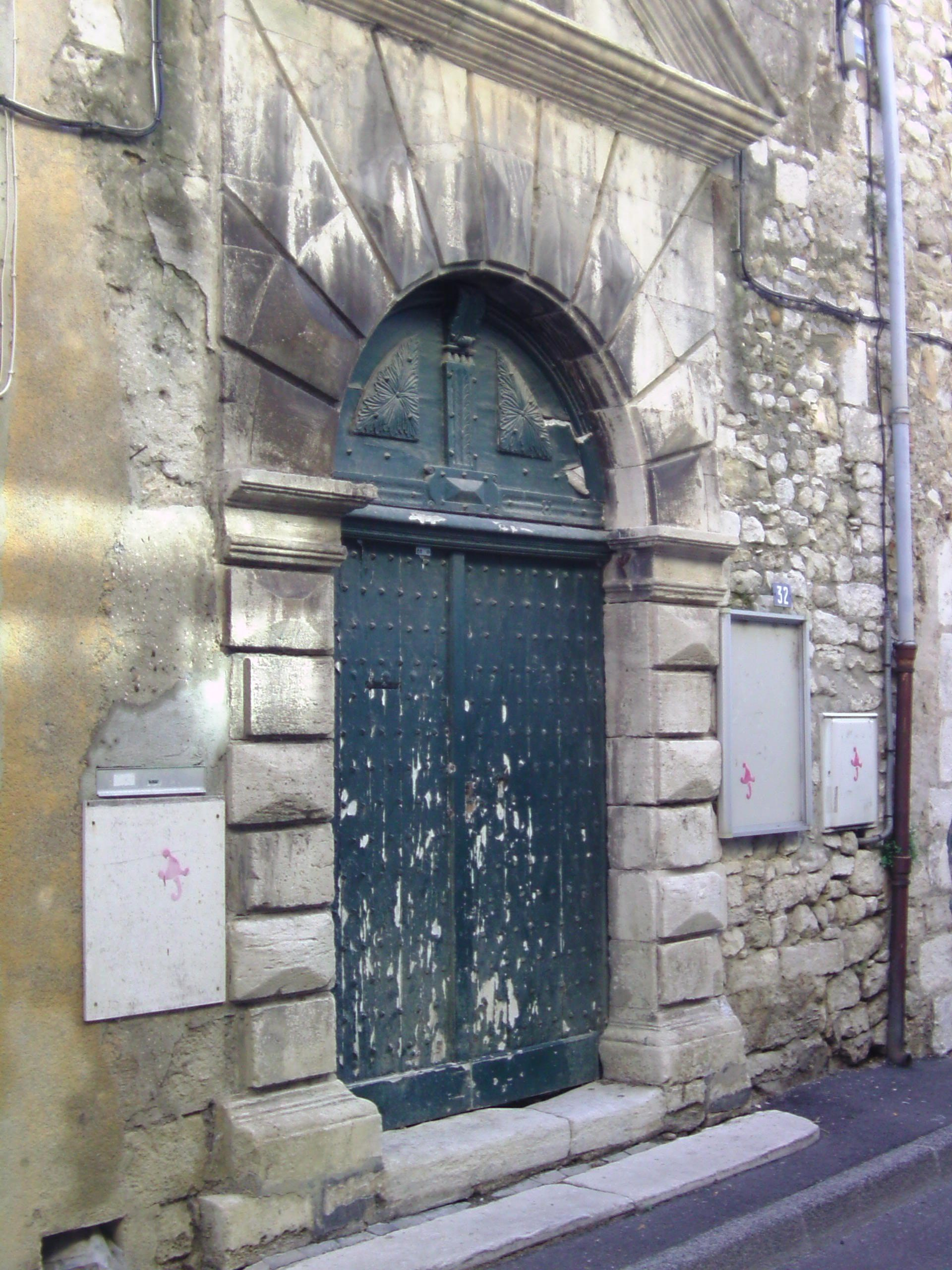
Vieille porte.
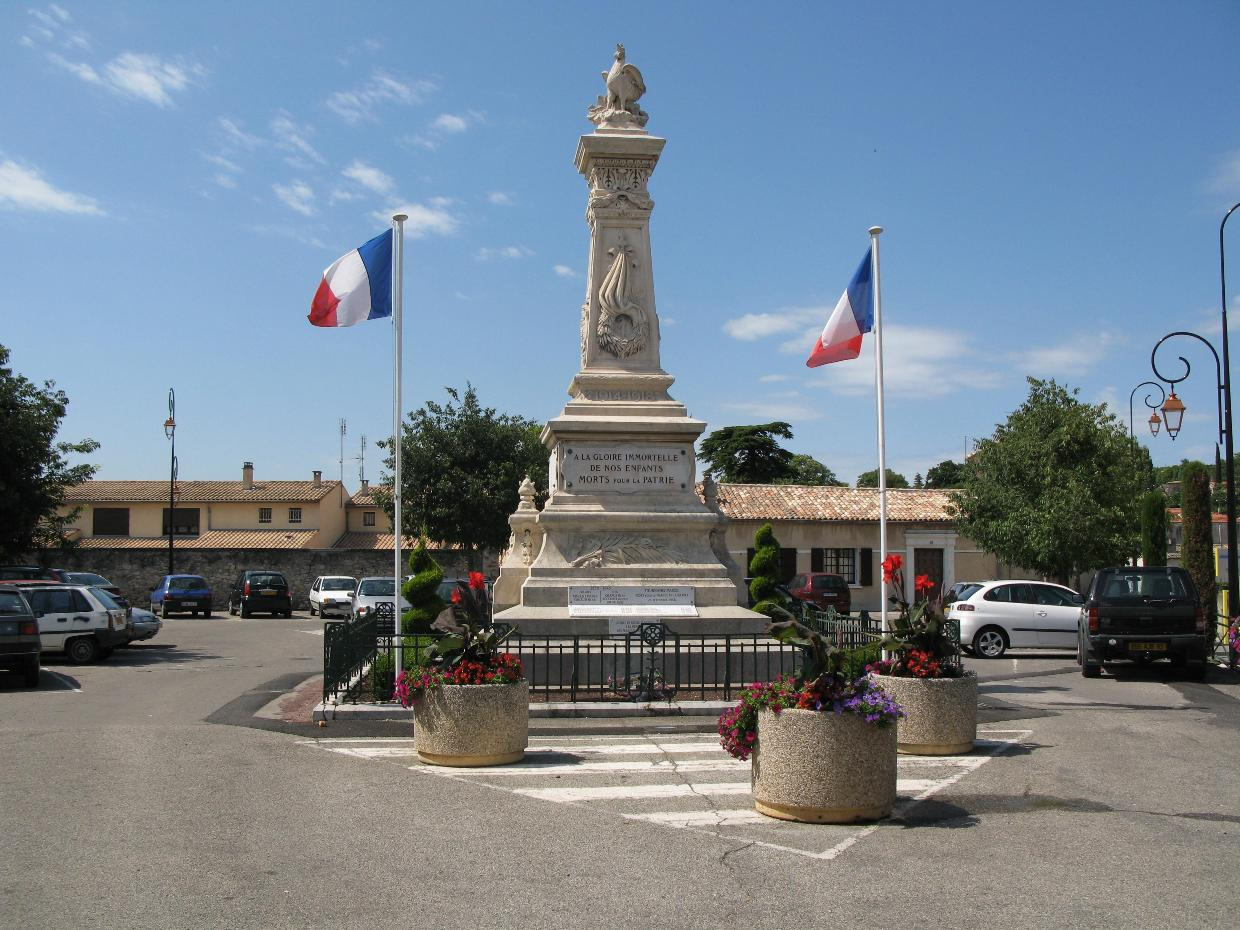
Un des monuments aux morts de Bourg-Saint-Andéol.
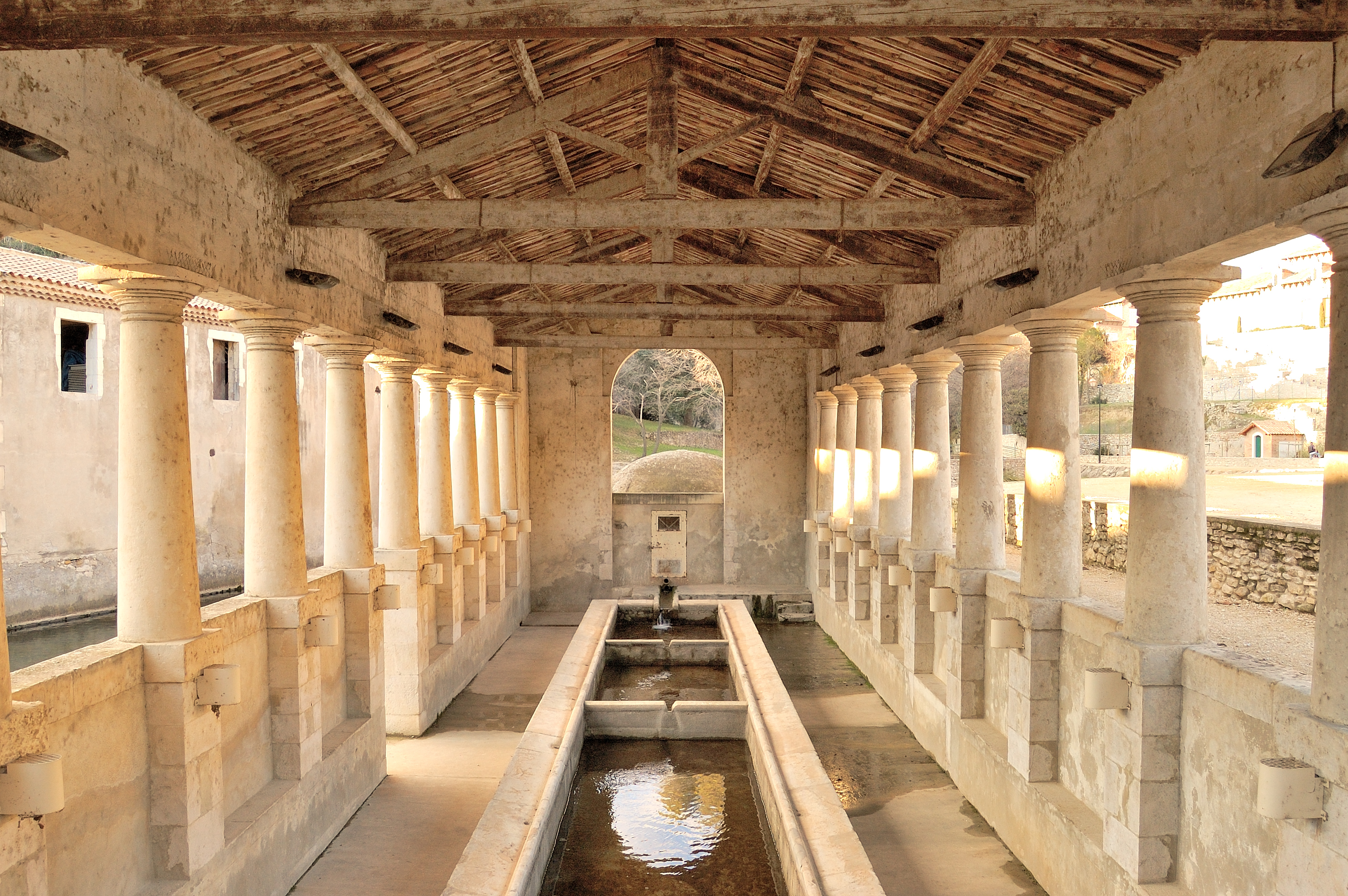
Le lavoir sur la Tourne.
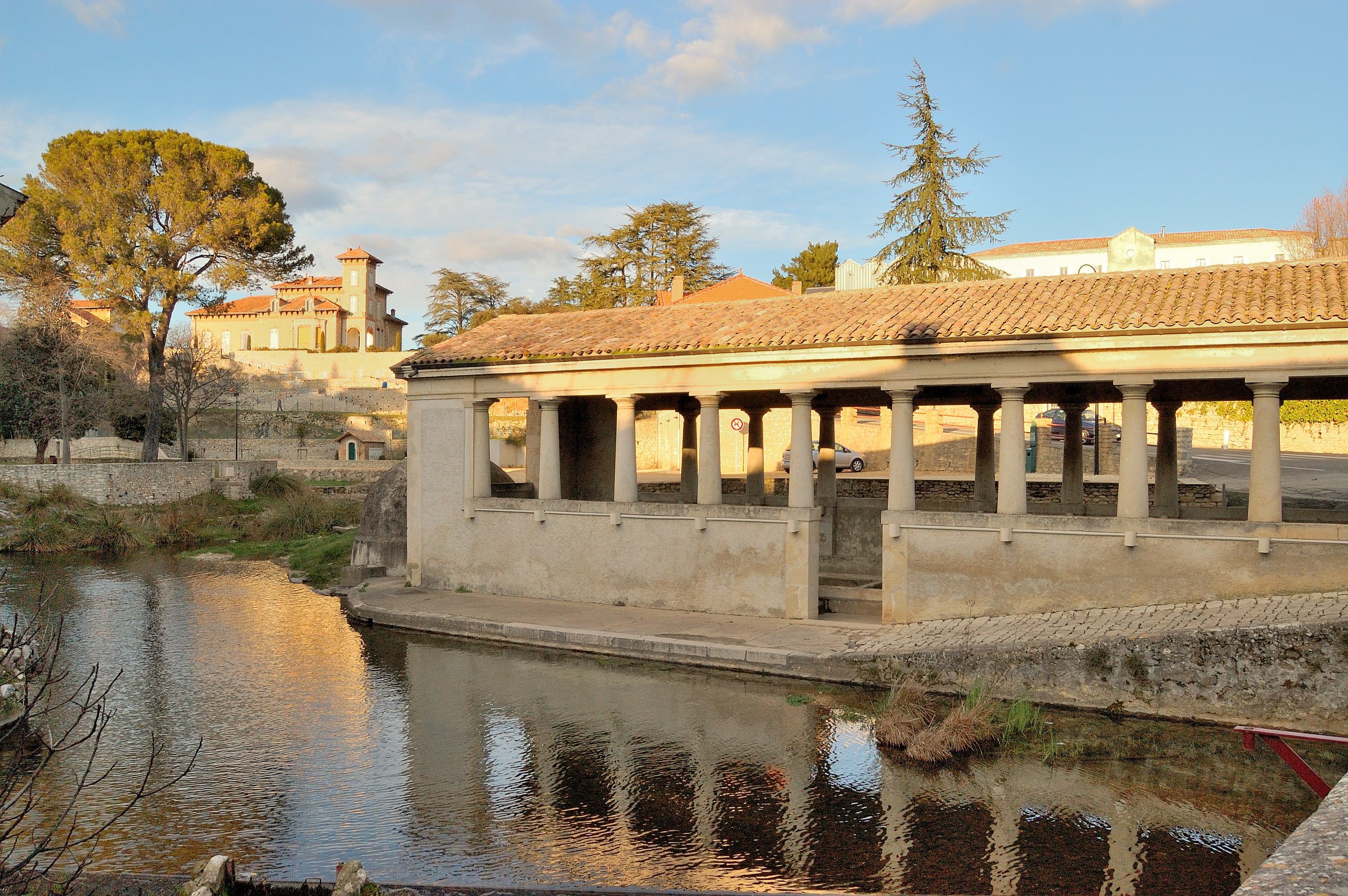
Le lavoir sur la Tourne.
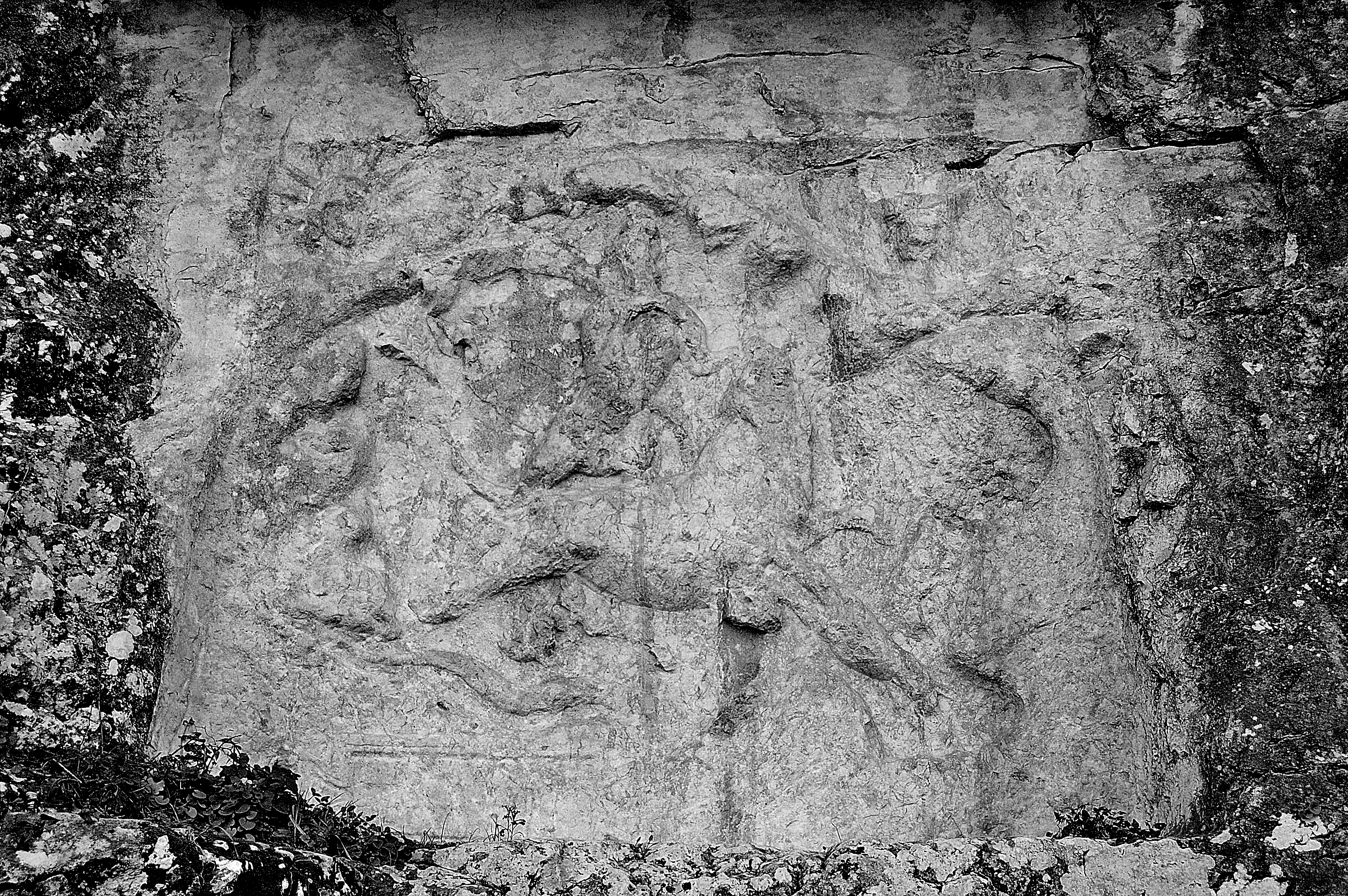
Bas-relief romain du dieu Mithra sculpté dans la roche.
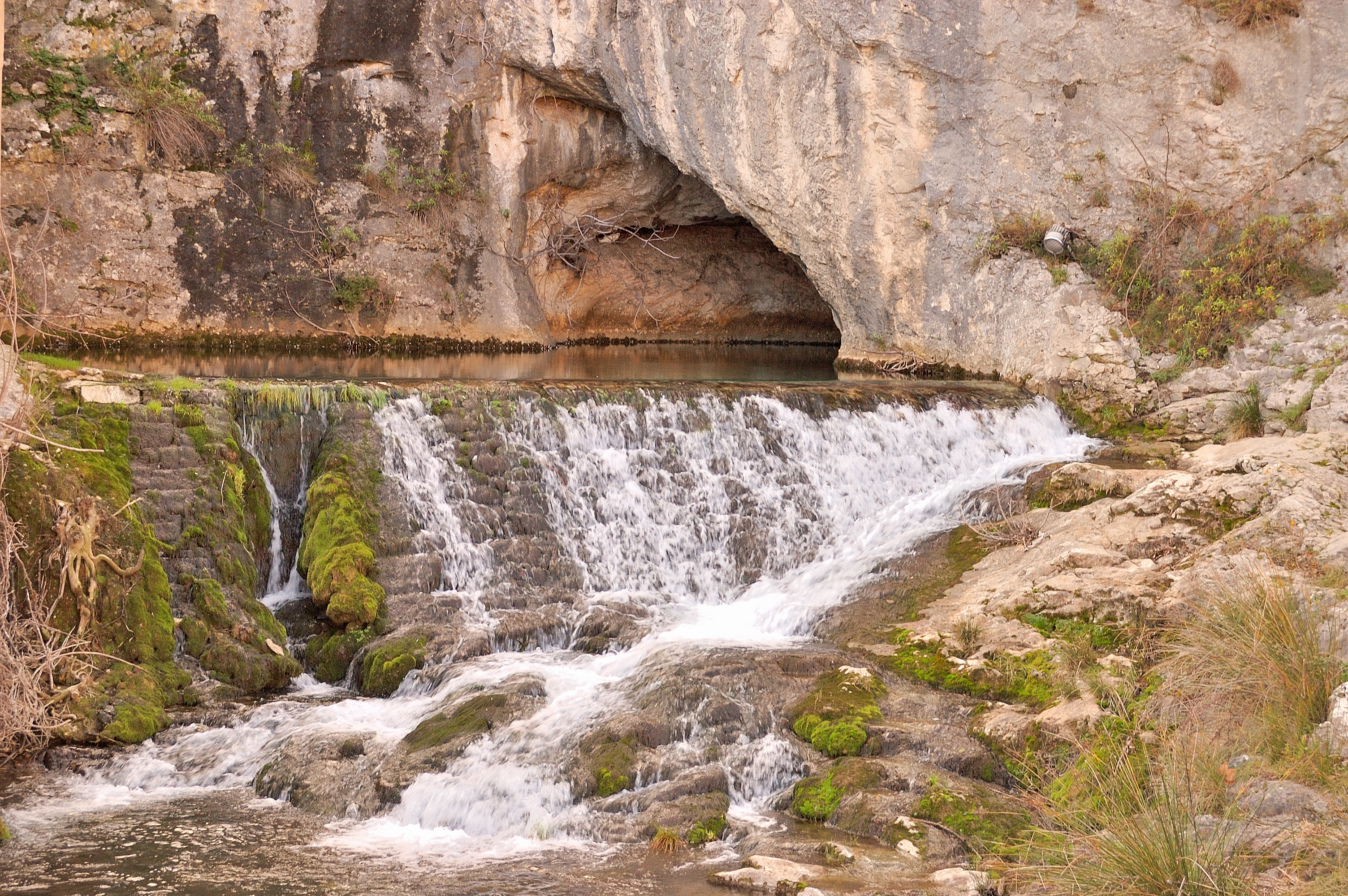
Résurgence du vallon de Tourne.
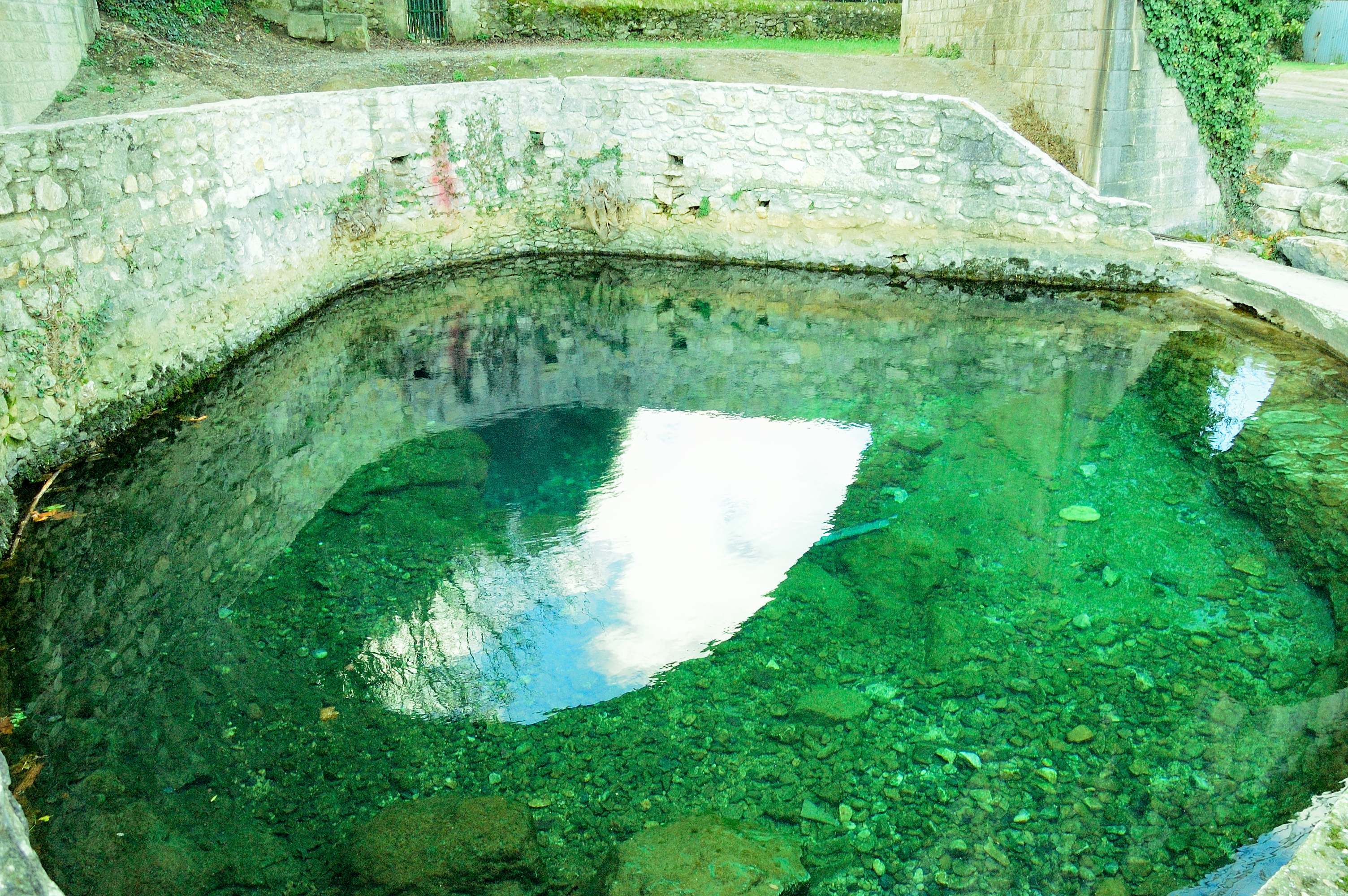
Eaux cristallines du vallon de Tourne.

### Espaces verts et fleurissement
En 2014, la commune obtient le niveau « deux fleurs » au concours des villes et villages fleuris. Depuis 2020, les employés municipaux sont aidés par les bénévoles de l'association «Bourg en fleurs ».

### Personnalités liées à la commune
- Andéol du Vivarais (Saint Andéol), premier apôtre du Vivarais, martyrisé à Bourg-Saint-Andéol en 208.
- Félix Chalamel (1871-1938), homme politique, maire de Bourg-Saint-Andéol de 1904 à 1925, député de l'Ardèche de 1911 à 1914.
- Christian Chabanis (août 1936 - 25 avril 1989), enfant de Bourg-Saint-Andéol, écrivain catholique et journaliste, a écrit de nombreux livres d’entretiens ainsi que des essais.
- Noël-Joseph Madier de Montjau (1755-1830), homme politique, maire, député aux États-Généraux de 1789, député de l'Ardèche au Conseil des Cinq-Cents
- Prosper Chanal (1763-1830), navigateur puis administrateur, né à Bourg-Saint-Andéol ;
- Jean-Louis Charrière (1765-1846), général des armées de la République et de l'Empire.
- Madame de Larnage : née Suzanne-Françoise du Saulzey (ou Sozey), à Grenoble en 1693, elle épouse le 11 juin 1716 Louis-François d’Hademar de Monteil de Bruneil, sieur de Larnage, lieutenant-général des armées du roi. Mère de dix enfants dont le premier né avant mariage, elle mourut, séparée de son mari, en 1754. Elle devint à 45 ans la maitresse de Jean-Jacques Rousseau qui en avait 25 et venait la visiter chez elle à « Bourg Saint Andiol » en se faisant passer pour « Dudding » citoyen anglais.
- Étienne de Bourg († 4 février 1118), compagnon de saint Bruno.
- Joseph-Paulin Madier de Montjau (1785-1865), avocat, magistrat, homme politique, député de l'Aude de 1830 à 1831 et de l'Ardèche de 1831 à 1837.
- Paul Mathieu Laurent (1793-1877), dit Laurent de l'Ardèche, avocat, historien, député de l'Ardèche et administrateur de la bibliothèque de l'Arsenal.
- François de Paule Combaluzier, 1713-1762, né à Bourg, médecin et professeur de pharmacie à la faculté de Paris, a écrit de nombreux ouvrages dont Traité des maladies mentales en 1750.
- Marcelline Pauper (1666-1708), religieuse, fondatrice de la maison des Sœurs de la Charité de Nevers dans la commune de Bourg-Saint-Andéol, en 1700.
- Louis Pize, poète.
- Jean-Baptiste Symon de Solémy (1746-1834), général français dans l'Armée des émigrés, décédé à Bourg-Saint-Andéol.
- Louis Auguste Broët (1811-1884), homme politique, député de l'Ardèche de 1871 à 1876.
- Agamemnon Imbert, homme politique né le 28 juillet 1835 à Bourg-Saint-Andéol (Ardèche) et mort le 4 septembre 1914 à Asnières (Hauts-de-Seine).
- Pascal Terrasse (1964-), homme politique français, membre du conseil municipal de Bourg-Saint-Andéol (1995-2001) et député de l’Ardèche (1997-2017).
- Noël Vallant (2 août 1632 - 11 juillet 1685), palais du Luxembourg, Paris) : médecin, intendant, secrétaire, conseiller de Madeleine de Souvré, marquise de Sablé puis conseiller et médecin ordinaires du Roi, titre honorifique rattaché à la charge effective de médecin de mademoiselle de Guise, Marie de Lorraine (1615-1688), fille de Charles de Guise, 4e duc de Guise. On lui doit la construction du couvent des Récollets (devenu hôpital puis mairie).
- Lena Vandrey (1941-2018), sculptrice et peintre germano-française, fondatrice du musée Des Anges-Léna Vandrey dans l'hôtel Brunel de Longevialle au cœur du centre historique de Bourg-Saint-Andéol.
- Dame Vierne de Baladun ou Dona Vierna de Baladino abbesse des Clarisses d'Aubenas en 1296 : selon une charte du XIIIe siècle, elle fit don a la ville des bois du Laoul et c'est en exploitant ces bois que la commune fut la première de l’Ardèche a s'équiper de l'électricité. En remerciement, elle lui éleva une statue.
- Marie Teyssier (1899-1993), peintre, morte à Bourg-Saint-Andéol.
- Marie Rivier, fondatrice de la congrégation des Sœurs de la Présentation de Marie, y décède le 3 février 1838, elle est canonisée en 2022.

### Bourg-Saint-Andéol et le cinéma
- 1946 : Sérénade aux nuages avec Tino Rossi
- 1996 : Y aura-t-il de la neige à Noël ? de Sandrine Veysset.
- 1998 : Conte d'automne d'Éric Rohmer : Magali habite dans la campagne environnante ; on aperçoit une vue de Bourg-Saint-Andéol depuis le pont sur le Rhône.
- 2001 : Martha... Martha de Sandrine Veysset[57].
- 2009 : Le Missionnaire de Roger Delattre : Mario (Jean-Marie Bigard) descend du train à la gare de Bourg-Saint-Andéol (pourtant fermée au service des voyageurs) avant de se rendre en autocar à Banne. En sortant de la gare, il se retrouve devant le bâtiment de la gare de Donzère !

### Héraldique, logotype et devise
| Blason de Bourg-Saint-Andéol | Blason  | De gueules aux trois bourdons d’argent posés en pal et rangés en fasce, au chef cousu d’azur chargé d’un badelaire d'argent garni d’or. Devise / CriHis fulta manebit unitas (Appuyée sur ces choses, l’unité restera). |
| Blason de Bourg-Saint-Andéol | Détails | Enregistrées à Paris en 1696. La ville du bourg de Saint-Andéol porte : De gueules à trois bourdons posés en pal d’or et un chef d’azur chargé d’un coutelas d’argent. Le couteau symbolise la mort qui mit fin au martyre de saint Andéol, les bourdons (bâtons de pèlerin) représentent l’affluence des pèlerins à son tombeau et la dévotion envers lui. Le statut officiel du blason reste à déterminer. |

### Vie associative
Environ 80 associations sont déclarées en mairie sur des sujets divers (anciens combattants, culture, loisirs, économie, social, jeunesse et sport).
Depuis 2023, le MagaZin en centre ville offre un lieu d'accueil gratuit où les personnes et les associations de la ville proposent des activités ouvertes à tous (danse, scènes ouvertes, couture, réparation de vélo, jeux de société)  . Les permanences sont le mercredi, le samedi et le dimanche. Cette association a postulé au label établissement vie sociable décernée par la CAF.

### Vie festive
Hors période estivale, les animations festives sont principalement assurées par les trois bars restaurant l'Alcazar, l'Angle et L'établi. Le bar l'Alcazar propose régulièrement des scènes ouvertes le jeudi, des karaokes le vendredi, et des concerts le samedi. Le bar-restaurant l'Angle propose des concerts tous les vendredi soirs. La programmation inclut principalement des concerts de l'artiste GG Gibson et de ses élèves.
L'été, le nombre d'évenements augmente. La fête votive a lieu le weekend de Pentecôte, en même temps que le corso.  Une autre fête foraine a lieu le weekend du 18 septembre.

### Un pôle national des arts du cirque: La Cascade

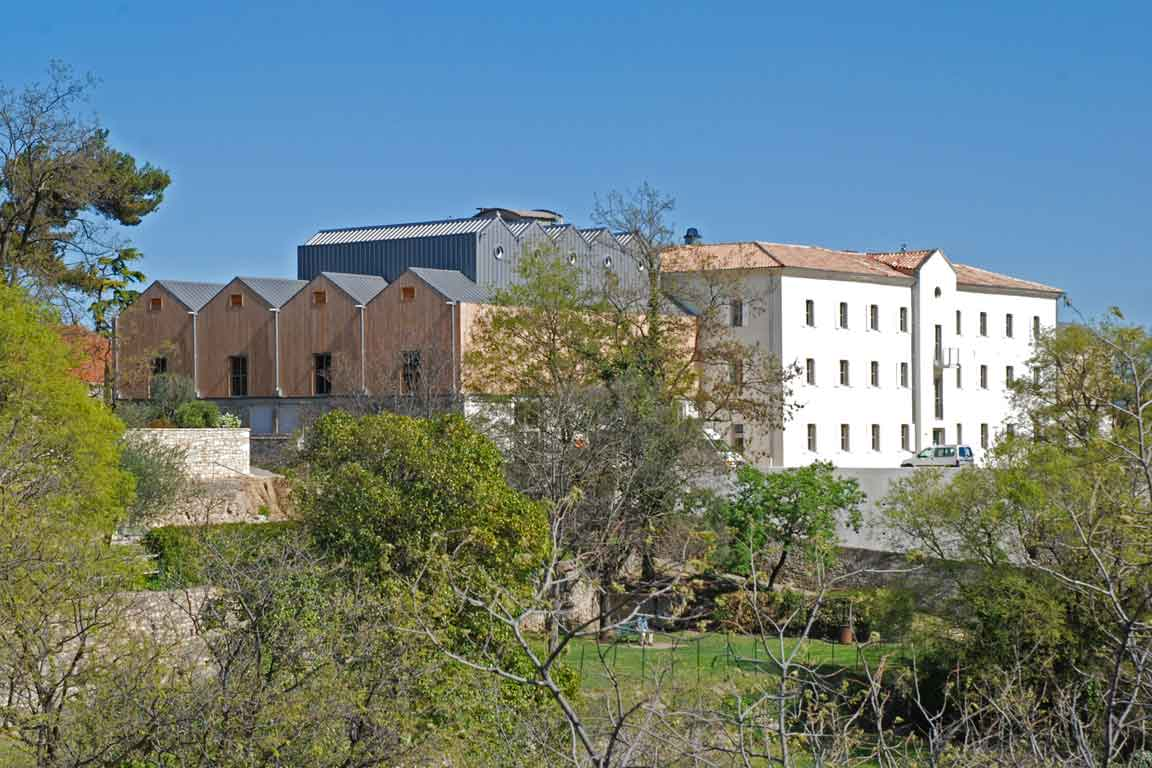
La Cascade en 2008.

La Cascade, maison des arts du clown et du cirque, se situe dans le quartier du Dieu Mithra, à proximité immédiate des sources de Tourne.
L’ancienne école privée Saint-Joseph, réhabilitée autour d’un cloître intérieur, abrite aujourd’hui les activités de cette « Maison » consacrée aux arts du cirque et du clown, et par extension à la musique, la danse et le théâtre.
Pôle national des arts du cirque (12 en France, unique en Rhône-Alpes) inscrit dans le réseau « Territoires de cirque », ce lieu bénéficie d’équipements tels qu'une salle de spectacle, terrain de jeu pour les disciplines du cirque, salle de danse, théâtre d’été…
Porté par deux compagnies professionnelles, Les Nouveaux Nez (clowns musiciens) et Les Colporteurs (acrobates, funambules), ce lieu est géré par l’association de Gestion de la Cascade, en partenariats pluriannuels avec les organismes publics qui en financent l’investissement et le fonctionnement : l’Europe, l’État, la région Rhône-Alpes, le département de l’Ardèche et la commune de Bourg-Saint-Andéol.

### Le dialecte vivarois parlé à Bourg-Saint-Andéol
Jusqu'au début du XXe siècle, le patois ardéchois est resté en usage et était notamment parlé par les paysans. Il y a plusieurs dialectes vivarois qui sont tous rattachés à l'occitan toutefois le dialecte parlé à Bourg-Saint-Andéol se rapprochait plus du provençal que celui parlé au nord de l'Ardèche. L'association

### La légende de Dona Vierna
La légende de Dona Vierna a été composée en patois et chantée par Paul Mazet, à Paris, à une réunion des Bourguésans, le jour de l'inauguration de la statue à Bourg-Saint-Andéol le 24 septembre 1888.
Premier couplet :
Ami, quand descendrès su li bord de l'Ardecho, -
Après qu'aurés passa en ba de Sant-Martin, -
Veirès un viei chastéu basti de pèro secho, -
Eis aqui que Vierna bruiè un bêu matin.
Refrain :
Riviero cevenelo, el gorjo si proufoundo,
Redis-nous au-jour-duei ce que tis aigo an vis. -
Tu qu'as pourta Vierna si souvênt sus tis oundo. -
Aido-nous à chanta li chansoun dou païs.
2e couplet :
Simplo coum'uno réino, èro dès cop pu bello ; -
Soun grand èr, soun bon cur emai sa majesta, -
Si bras nu que sourtien de si mancho de telo, -
Moustravon l'innoucènci e la serenita.
3e couplet :
Philippo-Augusto alor regnavo sur la Franço, -
Lorsque Dona Vierna partigué pér Paris; -
À l'âge de sege an franchiguè la distanço, -
Et intret à la cour puro coumo lou lys.
4e couplet :
Lou rèi brav'e pious emé quelo princesso -
E pèr la desrauba ei galant de la cour, -
La prenguè pèr la mann repectè sa jouinesso -
Et ié douné lou Lau (Laoul) en souvenir d'amour.
5e couplet :
Retournè humbl'e chasto dins sa bello countrado. -
Lou Bourg e si grand bos la vesien bièn souvènt, -
Anavo à Valloun (Vallon), sa terro preferado, -
E parlavo dou rêi à tôuti sis avèn.
6e couplet :
À la cimo de Retz, proche d'uno cabano, -
Anavo countempla aquèu vast'ourizoun -
Que s'estend vi lou Rose, dins qu'uno immènso plano, -
En dessous di mountagno, dins qu'un riche valoun. -
Dernier couplet :
Enfin, quand sentiguè arriva la vieiesso, -
Dounè si bos au Bourg, soun amo à l'Eternel, -
Pressè la man di pâuri, iour faguè la proumesso -
Que pregarié pèr éli quand sarié dins lou ciel. -

### Proverbes et dictons bourguésans
Dans tout le Vivarais, on employait un certain nombre de proverbes et dictons en occitan pour rythmer la vie quotidienne, mais certains ont été utilisés de façons spécifique au Bourg-Saint-Andéol :
- "Quand la Candelosa luserna, Quaranta jorns après iverna". Le 2 février à la chandeleur on dit "Quand la chandeleur est ensoleillée, elle hiverne pendant quarante jours après".
- "Mai marida pas gaire, Mai espelis los calinhaires". Au mois de mai propice aux éclosions amoureuses on dit "Mai ne marie guère, mais il fait éclore les amoureux".
- Si Pascas e la vendémia, Eran dos cops de l'an, I aurià lèu pus gis d'ases, Nimai de capelans !" Pour Pâques il est dit "Si pâques et la vendange, avaient lieu deux fois par an, Il n'y aurait bientôt plus d’ânes, ni de curés !
- Erné lo mistral, Lo blad, grana coma fèr". Avec le mistral, le blé graine dur comme le fer. Ce dicton donne au mistral une bonne influence sur la maturité des blés.
- "Elhs belportals, L'aura li bofa". "Par les grands portails, la bise souffle" : qui équivaudrait à plus on a d’ouvertures (d'argent) et plus on est critiqué.
- Quand Boléna met son bonet, Li chats s'escondon dins lo fen. "Quand Bollène met son Bonnet, les chats se cachent dans le foin" qui équivaudrait à s'il y des nuages sur Bollène il vaut mieux ne pas sortir.